# Micracanthorhynchina kuwaitensis
Micracanthorhynchina kuwaitensis is een soort in de taxonomische indeling van de Acanthocephala (haakwormen). De worm wordt meestal 1 tot 2 cm lang. Ze komen algemeen voor in het maag-darmstelsel van ongewervelden, vissen, amfibieën, vogels en zoogdieren.
De haakworm komt uit het geslacht Micracanthorhynchina en behoort tot de familie Rhadinorhynchidae. Micracanthorhynchina kuwaitensis werd in 1996 beschreven door O. M. Amin & Sey.